# Ocurrió a orillas del río
Ocurrió a orillas del río es una novela escrita por la autora sueca Kerstin Ekman. Ganó el Augustpriset en la categoría de ficción de 1993 y el Premio de Literatura del Consejo Nórdico de 1994.

## Resumen del argumento
La novela inicia en un Midsommar en los años 1970. Una maestra de Estocolmo, Annie Raft, y su hija se mudan a Svartvattnet, donde el novio de Annie vive en una comuna en mitad del bosque. Mientras se dirigen allí a través de senderos encuentran los cuerpos de una pareja asesinada a puñaladas. A pesar de la investigación, el crimen no logra ser esclarecido hasta que 18 años después Annie reconoce a alguien que cree pudo cometer el asesinato. Esto desencadenará una serie de eventos que llevarán a otro asesinato.